# Vall de Almonacid
Vall de Almonacid là một đô thị trong tỉnh Castellón, Cộng đồng Valencia, Tây Ban Nha. Đô thị Vall de Almonacid có diện tích 21,1 kilômét vuông, dân số theo điều tra năm 2010 của Viện thống kê quốc gia Tây Ban Nha là người. Đô thị Vall de Almonacid nằm ở khu vực có độ cao 440 mét trên mực nước biển. Các đô thị giáp ranh: Algimia de Almonacid, Almedíjar, Castellnovo, Gaibiel, Jérica, Matet vàNavajas ở tỉnh Castellón.